# 慎徳
慎徳（しんとく）は、ベトナム後黎朝の敬宗が使用した元号。1600年旧正月 - 旧10月。

## 西暦との対照表
| 慎徳 | 元年   |
| 西暦 | 1600年 |
| 干支 | 庚子   |